# Sandygate Road
Sandygate Road este un stadion de fotbal și criket în Sheffield suburbia Crosspool, South Yorkshire, Anglia. Este stadionul de acasă al celor de la  Hallam F.C. și Hallam C.C.
Prima oară deschis în 1804, Hallam FC au jucat pe acest stadion din 1860. Sandygate a fost recunoscut de Guinness World Records  ca fiind „Cel mai vechi stadion din lume”. Pe 26 decembrie 1860 primul meci inter-cluburi s-a jucat pe acest stadion, Hallam jucând cu Sheffield F.C.
Câteva scene din When Saturday Comes au fost filmate aici.